# Yoshitoki Oima
Yoshitoki Oima (大今 良時, Ōima Yoshitoki) (Ogaki, 15 maart 1989) is een Japans mangaka. Haar bekendste werk is de manga A Silent Voice.

## Biografie
Oima werd geboren op 15 maart 1989 te Ogaki. Haar moeder is gebarentaaltolk en ze heeft een oudere zus en een oudere broer. Haar moeder's beroep inspireerde Omia om A Silent Voice te tekenen.
Oima's eerste manga was Mardock Scramble uit 2009, een bewerking van de gelijknamige roman van Tow Ubukata. Ze illustreerde ook de eindscène van de negende aflevering van de reeks Attack on Titan.
Na het succes van A Silent Voice werkte Oima mee aan een samenwerking tussen verscheidene mangaka getiteld Ore no 100-wame!!. In 2016 bracht Oima haar derde mangareeks uit genaamd To Your Eternity.
In 2015 won Oima de Nieuwkomersprijs van de Tezuka Osamu Cultuurprijs voor A Silent Voice. Een jaar later werd het werk genomineerd voor de Eisner Award. De Rudolf-Dirks-Award volgde in 2017 en de Max & Moritz Prize in 2018. In 2018 won Oima de Daruma d′Or Manga op het Franse Japan Expo voor A Silent Voice en de Daruma de la Meilleure Nouvelle Série voor To Your Eternity.

## Oeuvre
- 2009: Mardock Scramble
- 2013: A Silent Voice
- 2015: Ore no 100-wame!! (in samenwerking met andere mangaka)
- 2016: To Your Eternity

## Prijzen
- Tezuka Osamu Cultuurprijs[4]
  - 2015: Nieuwkomersprijs voor A Silent Voice (won)
- Manga Taisho[9]
  - 2015: Manga voor A Silent Voice (genomineerd)
  - 2018: Manga voor To Your Eternity (genomineerd)[10]
- Eisner Award[5]
  - 2016: Best U.S. Edition of International Material—Asia voor A Silent Voice (genomineerd)
- Rudolf-Dirks-Award[6]
  - 2017: Best Scenario (Asia) voor A Silent Voice (gewonnen)
- Max & Moritz Prize[7]
  - 2018: voor A Silent Voice (genomineerd)
- Japan Expo[8]
  - 2018: Daruma d′Or Manga voor A Silent Voice (gewonnen)
  - 2018: Daruma de la Meilleure Nouvelle Série voor To Your Eternity (gewonnen)

- Bibsys: 1533887383596
- Bibliothèque nationale de France: cb16948013n (data)
- CiNii: DA17900797
- Gemeinsame Normdatei: 1109915764
- International Standard Name Identifier: 0000 0003 5626 7663
- Library of Congress Control Number: no2011130112
- Bibliotheek van het Japanse parlement: 01191215
- Nationale Bibliotheek van Tsjechië: xx0262788
- Nationale Bibliotheek van Israël: 987007419752305171
- Système universitaire de documentation: 185135625
- Virtual International Authority File: 183385560
- WorldCat: E39PBJp6bG6qWM3TQHPfmMDpfq